# Александер, Франц
Франц Габриэль Александер (22 января 1891, Будапешт — 8 марта 1964, Палм-Спрингс, Калифорния) — американский врач и психоаналитик венгерского происхождения, считается одним из основоположников психосоматической медицины и психоаналитической криминологии.
Из еврейской семьи. Сын философа и литературного критика Бернарда Александера (настоящаее имя Александер Маркус, 1850—1927). Учился в Берлине, где входил в группу Карла Абрахама. В 1930 году он был приглашён Робертом Хатчинсом, президентом университета Чикаго, в качестве приглашённого профессора психоанализа. Затем работал в Чикагском институте психоанализа, в конце 1950-х годов в качестве одного из первых членов вошёл в Общество исследований по общей теории систем.
Племянник — математик Альфред Реньи.

## Детство и юность
Франц Александер родился зимой (22 января) 1891 года в Венгрии (городе Будапеште).
Он родился в еврейской семье, его отцом был философ и литературный критик Бернард Александер (Александер Маркус – настоящее имя).
Первым шагом к дальнейшей карьере психоаналитика можно считать обучение в Будапештском университете на факультете медицины, оконченное в 1913 году.
Первая мировая война (1914-1918) — Франц практикуется как военный врач, под конец войны работая в бактериологическом полевом госпитале, где лечили малярию.

## Путь психоаналитика: первые шаги
Окончание войны заставляет его пойти работать ассистентом в Нейропсихиатрической клинике университета города Будапешт. (1919 – 1920 гг.). Там он всерьез начинает увлекаться психоанализом и психотерапией, его всё больше начинают интересовать взгляды Фрейда.
В 1919 г. он уезжает в Берлин, где становится первым студентом Психоаналитического института Берлина. Александер проходит обучение у Ханнса Закса. Позднее Франц становится ассистент института, а далее — с 1921 г. – является его членом.

## Профессиональное становление
Работая в Психоаналитическом институте (Берлин) (1924-2925 гг.) и занимаясь преподаванием, он практиковал не только стандартные, но и сокращенные курсы психоаналитической терапии.
Время, которое он провёл в Берлине, для Франца являлось довольно продуктивным – были изданы его работы, за одну из них — «Кастрационный комплекс и характер; исследование преходящих симптомов» — он получил премию Фрейда.
Александер, работая в Берлине, сильно интересовался терапевтическим применением психоанализа. В 1924 году, на Зальцбургском конгрессе, он озвучил доклад на тему «Метапсихологическое изображение лечебного процесса». Однако, несмотря на представленную в докладе специфичную врачебно-терапевтическую позицию, ему был ближе традиционный подход к лечению.
Первая книга успешного психоаналитика вышла в 1926 г., она, по большей части, была составлена из его лекционных материалов в Психоаналитическом институте Берлина: «Психоанализ целостной личности. Девять лекций о применении фрейдовской теории сферы «Я» к учению о неврозах».
Позднее Александера заинтересовало практическое применение психоанализа в криминалистике. В соавторстве с Хуго Штаубом в 1929 году он выпустил труд «Преступник и его судья» с провокационным заголовком «Психоаналитический подход к миру уголовных законов».
По приглашению Чикагского университета Франц посетил США в 1929 году, где стал профессором психоанализа на медицинском факультете. Однако, окончательно переехать в США ему предстояло лишь в 1932 году.
До переезда в Бостон Александер создал Chicago Psychoanalytic Society и встал во главу только что созданного на тот момент института психоанализа, независимого от Чикагского психоаналитического общества. Рокфеллеровский фонд оказал ему большую поддержку.
Франц Александер считается основателем первой психосоматической ориентированной психоаналитической лаборатории. Вместе с коллегами он занимался исследованием и описанием конфликтных моделей болезней, которые способны проявляться у различных типов личности. Кроме того, он занимался исследованием социальной дезорганизации и криминологией.
Конец 40-х-начало 50-х гг. знаменуются для него погружением в развитие и систематизацию идей психосоматики как науки.

## Вклад в науку
Франц написал ряд работ об эмоциональных причинах, которые способствуют появлению язвы желудка и гипертонии. Такие патологии считаются классикой психосоматики. Александер был директором Лос-Анджелесского психиатрического и психосоматического научно-исследовательского института, а позже успешно стал ведущим психоаналитиком США
Периодически он проводил исследования эволюции теорий, идей и практик психиатрии от их рождения до современности.
Главной целью Франца было создание краткосрочной терапии для сокращения времени психоаналитического лечения. В связи с этим в 1949 г. миру явился его труд, в котором Александер попытался провести принцип гибкости в психоаналитической терапии, корректирующий эмоциональный опыт и само «планирование» психотерапии.
Однако, Франц наткнулся на полное непонимание и отторжение со стороны американских психоаналитиков. Его разочарование по поводу того, что бо́льшая часть членов его института не собирается отказываться от членства в Американской ассоциации психоаналитиков (American Psychoanalytic Association), послужило толчком к тому, чтобы покинуть Чикаго и встать во главе отделения психиатрии в Mt. Sinai-Hospital (Лос-Анджелес).
В этот же период Александер занимался проблемами психоаналитической теории неврозов, объясняя их возникновение нарушением самоконтроля. Его внимания также были удостоены проблемы криминальной психологии. Франц предложил рассмотреть сексуальность как способ высвобождения «лишней» энергии.
Он занимался выведением базовых психосоматических заболеваний из обычных конфликтов внутри человека, которые происходят на бессознательном уровне. Его теория объясняет связь эмоционального напряжения с развитием таких болезней, как язва желудка, астма, колит, артрит, гипертония. По мнению Франца, любое психосоматическое расстройство объясняется хроническим стрессом, который действует на организм через вегетативную нервную систему.

Исследования Франца показали, что расстройство вегетативных функций имеет прямую связь со специфическими эмоциональными состояниями, а не с внешними условиями. Это дало возможность разработать теорию специфических конфликтов, согласно которой эмоциональные конфликты определённого направления могут оказать влияние на человеческие органы.
К примеру, подавляемое чувство гнева способно спровоцировать сбои в работе сердечно-сосудистой системы, а это приведёт к повышению давления; недостаток эмоциональной поддержки и неудовлетворённые потребности – всё это может привести к сбоям в деятельности желудочно-кишечной тракта.
Франц разработал функциональную теорию личности, в рамках которой существуют четыре основных функции:
1. восприятие нужд субъективных (внутренняя перцепция);
2. восприятие информационных моментов окружающего мира («чувство реальности» или внешняя перцепция);
3. объединение внутреннего и внешнего восприятий (влекущее планирование деяний для решения субъективных нужд);
4. исполнительная функция «Я» (контроль произвольного двигательного поведения).

В результате такой классификации появляется на свет классическая «Чикагская семерка» психосоматозов, в которую входят: колит язвенный, язва желудка и 12-типерстной кишки, бронхиальная астма, гипертиреоз и нейродермит (эндогенная экзема), ревматоидный артрит, эссенциальная гипертония. Все эти заболевания хорошо изучены и признаны клиницистами как психосоматозы.
Незадолго до смерти, Франц создает кафедру Franz Alexander Chair in Psychophysiology and Psychosomatic Medicine при университете South California и становится её первым заведующим.
В своей последней написанной книге, в очередной раз проявляется интеллектуальная широта автора, хотя, по мнению большого числа психоаналитиков, Франц слишком раздвигает границы психоанализа, что приводит к переходу психоанализа в психотерапию, центрированную на болезни.
Однако, его вклад и влияние на американский психоанализ и психотерапию нельзя переоценить. Он является одной из самых значимых фигур американского психоанализа.
Его считают одним из основателей психосоматической медицины.

## Личная жизнь
Франц был женат, в браке стал отцом двоих детей. Бо́льшую часть жизни посвятил науке, развитию психосоматического направления в медицине. Его жизненный путь прервался в 1964 года весной (8 марта) в городе Палм-Спрингс, штат Калифорния.

## Награды и звания
- Лауреат премии 3игмунда Фрейда (1921).
- Президент Американской психологической ассоциации (1938).
- Главный редактор «Журнала психосоматической медицины» (1939).
- Президент Американского общества исследований в области психосоматических проблем (1947).
- Профессор клинической психиатрии Южно-Калифорнийского университета (1957).